# Oreina intricata
Oreina intricata – gatunek chrząszcza z rodziny stonkowatych i podrodziny Chrysomelinae.

## Taksonomia
Gatunek ten opisany został po raz pierwszy w 1824 roku przez Ernsta Friedricha Germara pod nazwą Chrysomela intricata. Obejmuje dwa podgatunki:
- Oreina (Intricatorina) intricata anderschi (Duftschmid, 1825)
- Oreina (Intricatorina) intricata intricata (Germar, 1824)

## Morfologia
Chrząszcz o wydłużonym, nieco przypłaszczonym ciele długości od 7 do 10 mm. Ubarwienie wierzchu ciała u podgatunku O. i. anderschi jest żywo metalicznie zielone, u O. i. intricata metalicznie granatowe do czarnofioletowego, w obu przypadkach bez smug na pokrywach. Czułki mają dwa początkowe człony częściowo czerwone. Głaszczki szczękowe mają człon ostatni nie cieńszy od poprzedniego i na wierzchołku ścięty. Przedplecze pokryte jest różnych rozmiarów punktami, z których te mocniejsze, zwłaszcza przy krawędziach, zbliżają się do siebie, formując wspólne zagłębienia. Zgrubienia krawędzi bocznych przedplecza są słabo wyodrębnione od pozostałej jego części. Powierzchnia pokryw wszędzie rzeźbiona jest głębokimi zmarszczkami o różnorodnym ukierunkowaniu. Podgięcia pokryw rozszerzone są tylko w przedniej ćwiartce długości. Odwłok ma pierwszy sternit nie dłuższy niż zapiersie. Genitalia samca charakteryzują się prąciem z bokami płytki grzbietowej wyniesionymi, na przedzie przechodzącymi w podłużne listewki.

## Ekologia i występowanie
Owad górski, zamieszkujący głównie piętro regla górnego, higrofilny. Zasiedla wilgotne lasy, ziołorośla, śródleśne polany, pobrzeża potoków i strumieni. Aktywny jest od maja do października. Zarówno osobniki dorosłe jak i larwy są fitofagami. Do ich roślin żywicielskich należą lepiężniki, miłosna górska, modrzyk górski oraz starzec gajowy.
Gatunek palearktyczny, europejski. Podgatunek nominatywny zamieszkuje głównie Sudety i Karpaty. Znany jest z Polski, Czech, Słowacji, Ukrainy, Bułgarii i Macedonii Północnej. W Polsce podawany jest z Gór Izerskich, Karkonoszy, Sudetów Wschodnich, Beskidu Żywieckiego, Tatr, Gorców, Beskidu Sądeckiego i Bieszczadów. Podgatunek O. i. anderschi zasięgiem obejmuje głównie Alpy i Góry Dynarskie. Znany jest z Niemiec, Szwajcarii, Liechtensteinu, Włoch, Bośni i Hercegowiny, Serbii, Czarnogóry i Albanii.